# Antimon(III)-bromid
Antimon(III)-bromid ist eine chemische Verbindung aus der Gruppe der Antimonverbindungen und Bromide.

## Gewinnung und Darstellung
Antimon(III)-bromid kann durch Reaktion von Antimon mit Brom gewonnen werden.
{\displaystyle {\ce {2Sb + 3Br2 -> 2SbBr3}}}
Ebenfalls möglich ist die Reaktion von Antimontrichlorid mit Bortribromid.

## Eigenschaften
Antimon(III)-bromid ist ein weißer, hygroskopischer, nicht brennbarer Feststoff, der sich in Wasser zersetzt.
{\displaystyle {\ce {2SbBr3 + 3H2O -> Sb2O3 + 6HBr}}}
Im geschmolzenen Zustand ist es eine hell bernsteingelbe Flüssigkeit. Er kommt in zwei verschiedenen Modifikation vor: Die α-Form kristallisiert in der orthorhombischen Raumgruppe P212121 (Raumgruppen-Nr. 19) mit den Gitterkonstanten a = 10,12 Å, b = 12,30 Å, c = 4,42 Å, während die β-Form in der ebenfalls orthorhombischen Raumgruppe Pbnm (Raumgruppen-Nr. 62, Stellung 3) mit den Gitterkonstanten a = 6,68 Å, b = 8,25 Å, c = 9,96 Å kristallisiert.

## Verwendung
Antimon(III)-bromid wird zur Herstellung anderer Antimonsalze verwendet.